# Luca Azzano Cantarutti
Luca Azzano Cantarutti (Spilimbergo, 18 dicembre 1963) è un politico italiano.

## Biografia
Nato a Spilimbergo, esercita la professione di avvocato cassazionista
Alle elezioni politiche del 1994 viene eletto deputato della XII legislatura della Repubblica Italiana nel Collegio di Adria, per la Lega Nord. Membro della Commissione Affari Costituzionali, della Commissione Giustizia, della Commissione Antimafia e della Commissione Stragi, ricopre la carica di Segretario della Giunta delle elezioni sino al 1996. Lascia la Lega Nord nel 1995 e transita per i partiti Lega Italiana Federalista, Federalisti e Liberaldemocratici e Centro Cristiano Democratico
Dopo anni di estraneità alla attività politica aderisce a Veneto Stato. Nel maggio 2012 è tra i fondatori del movimento politico Indipendenza Veneta, del quale viene eletto presidente.. È l'autore della Risoluzione 44 (primo firmatario il Consigliere Foggiato), che avvia l'iter per il referendum per l'indipendenza del Veneto, approvata dal Consiglio Regionale del Veneto il 28 novembre 2012 e del progetto di legge regionale del Veneto 342 (primo firmatario il Consigliere regionale Valdegamberi), che indice il referendum sul seguente quesito: "Vuoi che il Veneto diventi una Repubblica indipendente e sovrana?". Il suo progetto di legge viene approvato dal Consiglio Regionale Veneto il 12 giugno 2014.  
Nel febbraio 2014 esce con molti altri da Indipendenza Veneta, che rifiuta alleanze con altri movimenti indipendentisti, per fondare il movimento Veneti Indipendenti, che immediatamente si aggrega con altri movimenti indipendentisti nel cartello Indipendenza Noi Veneto, con l'obiettivo di avviare una politica indipendentista unitaria per garantire anche nelle Istituzioni Venete il prosieguo del percorso verso il Veneto indipendente. 
Nel maggio 2017 è tra i fondatori di Grande Nord.